# Rolf Niczky

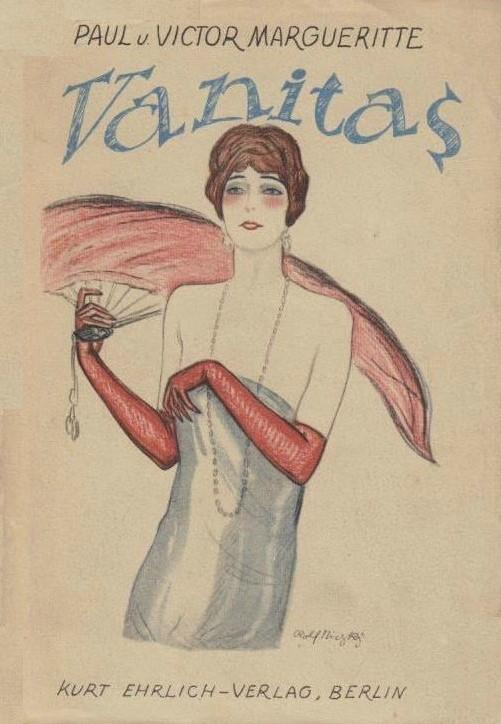
Schutzumschlag für einen Roman der Brüder Paul und Victor Margueritte (1924)

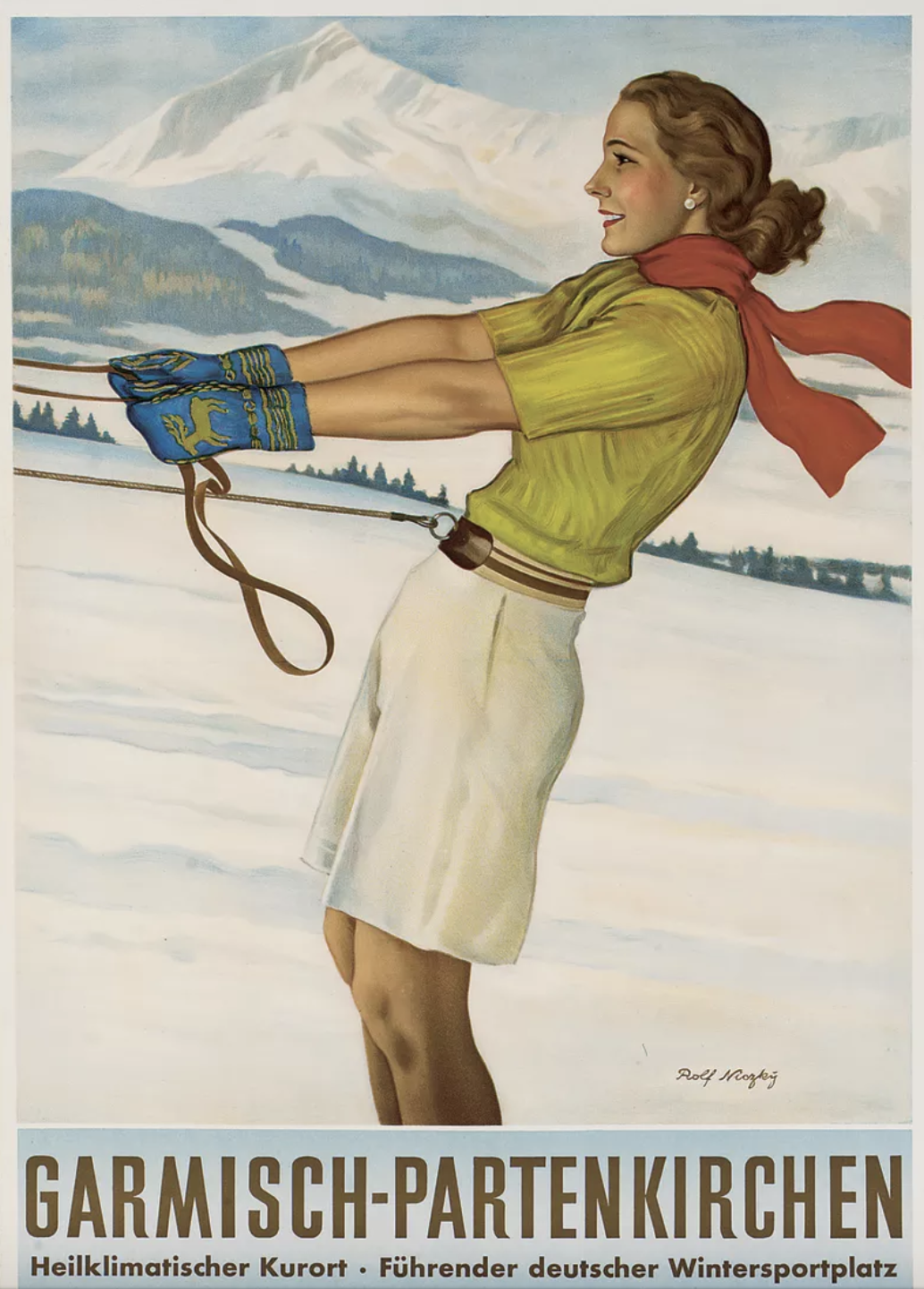
Werbeplakat für Garmisch-Partenkirchen (1930er)

Rolf Niczky (* 22. Januar 1881 in München; † 14. Juli 1950 in Klais) war ein deutscher Maler, Grafiker und Illustrator.

## Leben
Niczky war ein Sohn des Malers Eduard Niczky und seiner Ehefrau Franziska, geborene Stauber, einer Tochter des Münchner Malers Karl Stauber. Nach dem Besuch des Münchner Maximiliansgymnasiums 1890 bis 1896, studierte er zunächst kurz an der Münchner Kunstgewerbeschule und privat bei Anton Ažbé, anschließend an der Münchner Königlichen Akademie der Bildenden Künste bei Franz von Stuck und war auch Schüler Franz von Lenbachs.
1901 gründete er in München mit Wassily Kandinsky, Waldemar Hecker, Wilhelm Hüsgen und anderen befreundeten Künstlern die Ausstellungs- und Künstlervereinigung Phalanx, deren erster Vorsitzender er war. Das Amt übernahm 1902 nach seinem Rücktritt Wassily Kandinsky. 1913 heiratete er in Berlin die Kaufmannstochter Bella Rosenberg; die Ehe wurde 1917 geschieden. 1914 war Niczkys Sohn Joachim zur Welt gekommen, der später unter dem Namen Joe als Fotograf bekannt wurde. Rolf Niczky ging nach dem Ersten Weltkrieg nach Berlin. Ab 1924 lehrte er an der 1902 von dem Bildhauer Albert Reimann (1874–1976) gegründeten privaten Kunst- und Modeschule Schule Reimann das Fach Mode-Illustration. Ferner war er für den Elsner Verlag tätig. Im Stadtteil Schöneberg ist ein Wohnsitz in der Hauptstraße 34 bekannt. Ende der 1930er Jahre zog er in das oberbayerische Dorf Klais, wo er den Spitznamen „Baron von Klais“ erwarb. 1943 ging er in Garmisch-Partenkirchen eine zweite Ehe ein.
Niczky fertigte zahlreiche Illustrationen für Zeitschriften wie die Elegante Welt, Sport im Bild, Lustige Blätter, Die Dame, Der Junggeselle, Ulk und andere, zudem gestaltete er mehrere Bücher. Hinzu kamen Postkarten und Plakate. Eine seiner bekannten Lithografieserien der 1920er Jahre trug den Titel „Hühnerhof“. Neben Szenen aus der mondänen Welt zeichnete er auch aktuelle, humoristisch-satirische wie auch politische Themen. 1936 war er auf der Berliner Ausstellung „Deutsche Werbegraphik“ vertreten.
Er war Mitglied im Bund der Deutschen Gebrauchsgraphiker und im Verein Deutscher Illustratoren.

## Schriften
- Wie lerne ich Modezeichnen? In: Die Kunstschule. Illustrierte Monatsschrift für Kunst und Kunstpflege. 7, 1927.